# 艾克沃斯 (愛荷華州)
艾克沃斯是美国艾奥瓦州沃倫縣下轄的一个城市。2010年人口统计为83人。